# Garcilasismo
El garcilasismo o Juventud Creadora es una de las principales corrientes de la poesía de la posguerra civil española, dentro de una más general denominada poesía arraigada por Dámaso Alonso. Su lugar de reunión era el Café Gijón.

## Características
Escriben una poesía en una métrica tradicional ajena a las Vanguardias, con predominio del soneto y del poema cerrado y perfectamente construido y resuelto, en el que no hay referencia a la angustiosa realidad de España tras la Guerra Civil.
Toma su nombre de la revista Garcilaso. Juventud creadora, dirigida hasta el número tercero por José García Nieto. Apareció en mayo de 1943 y vivirá hasta el número 36, correspondiente a abril de 1946.
Reunía a una serie de autores, autodenominados "Juventud Creadora", que se reunía en la tertulia del Café Gijón de Madrid. El cuatricentenario de la muerte de Garcilaso de la Vega se celebró el mismo año en que comenzó la Guerra Civil, en 1936, y su poesía se había revalorado; representaba para estos autores al poeta soldado, ansioso de una belleza ideal lejana al mundo real y a la violencia de la guerra.
El mundo es armónico, bien hecho y ordenado, en todo caso algo melancólico. Los temas de los garcilasistas, pues, son los eternos a la poesía: el amor, la muerte, Dios, el paisaje castellano, la patria.
A esta tendencia se adscribieron también algún libro del poeta de la Generación del 27 como Gerardo Diego, (Ángeles de Compostela o Alondra de verdad). Entre los libros más característicos de esta corriente podemos citar:
- José García Nieto, Víspera hacia ti (1940) y Poesía (1940-1943), (1944);
- Dionisio Ridruejo, gran sonetista, Plural, Sonetos amorosos, Sonetos a la piedra;
- Luis Felipe Vivanco, obsesionado por el paso del tiempo, Cantos de Primavera y El descampado;
- Leopoldo Panero, Escrito a cada instante;
- Luis Rosales, Abril; este último evolucionó hacia la poesía desarraigada, al igual que Dionisio Ridruejo.

El lenguaje de los poetas garcilasistas es clásico, puro, castizo, claro. En cierto modo, revitaliza el Neopopularismo que también se podía encontrar en la Generación del 27. Las formas preferidas son el soneto, los tercetos encadenados, las décimas...

## Nómina de autores integrantes de esta corriente
Se trata de un buen grupo de poetas falangistas de la llamada Generación del 36 entre los que destacan
- Luis Rosales,
- Luis Felipe Vivanco,
- Leopoldo Panero,
- Dionisio Ridruejo,
- Salvador Pérez Valiente,
- José García Nieto